# Lijst van rectores magnifici van de Universiteit Leuven (1425-1797)

Wapen van de Universiteit Leuven

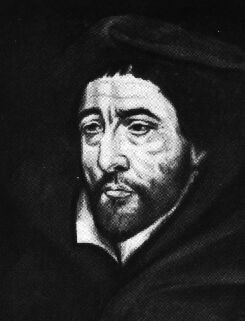
Michael de Bay, rector 1533.

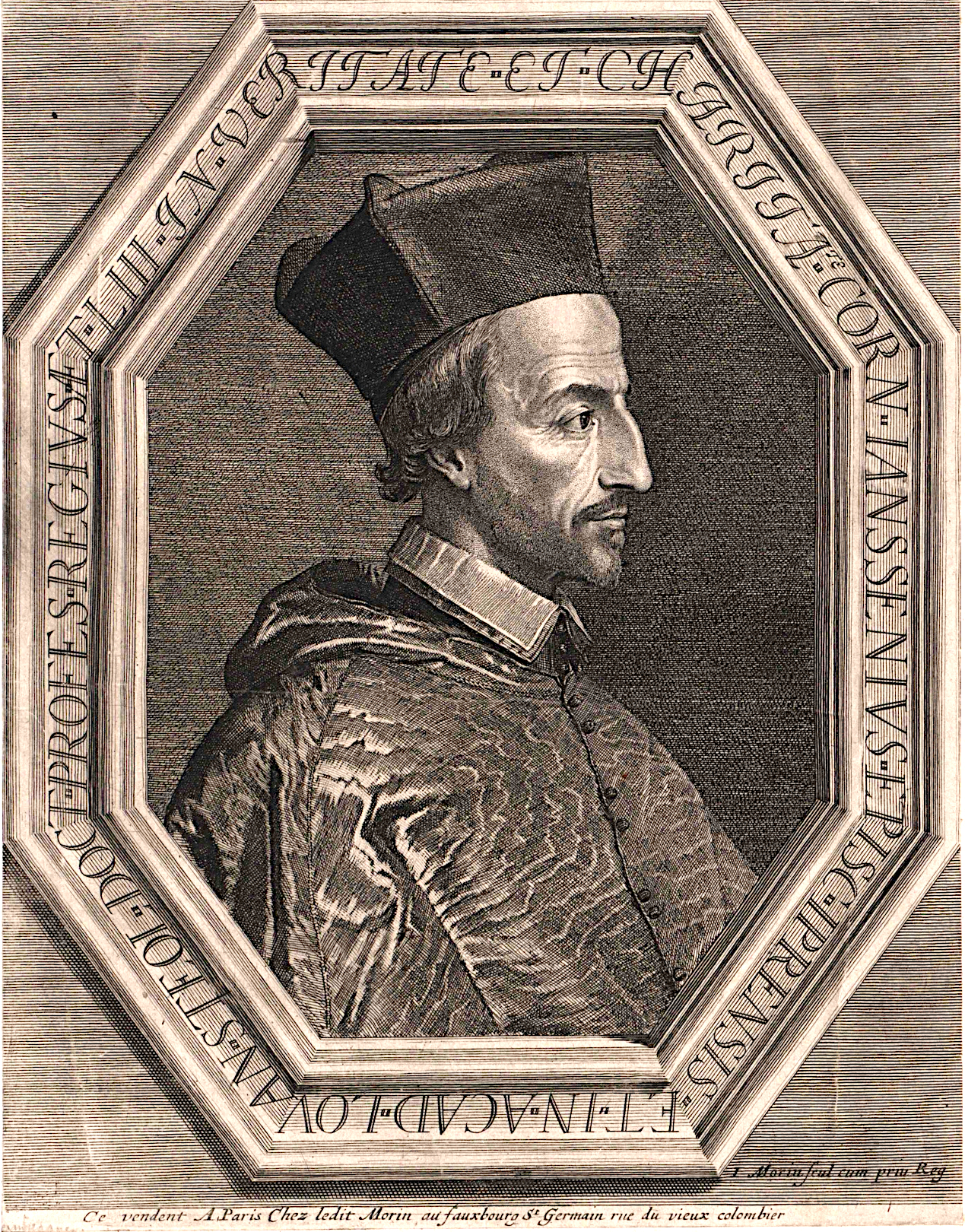
Cornelius Iansenius, rector 1638.

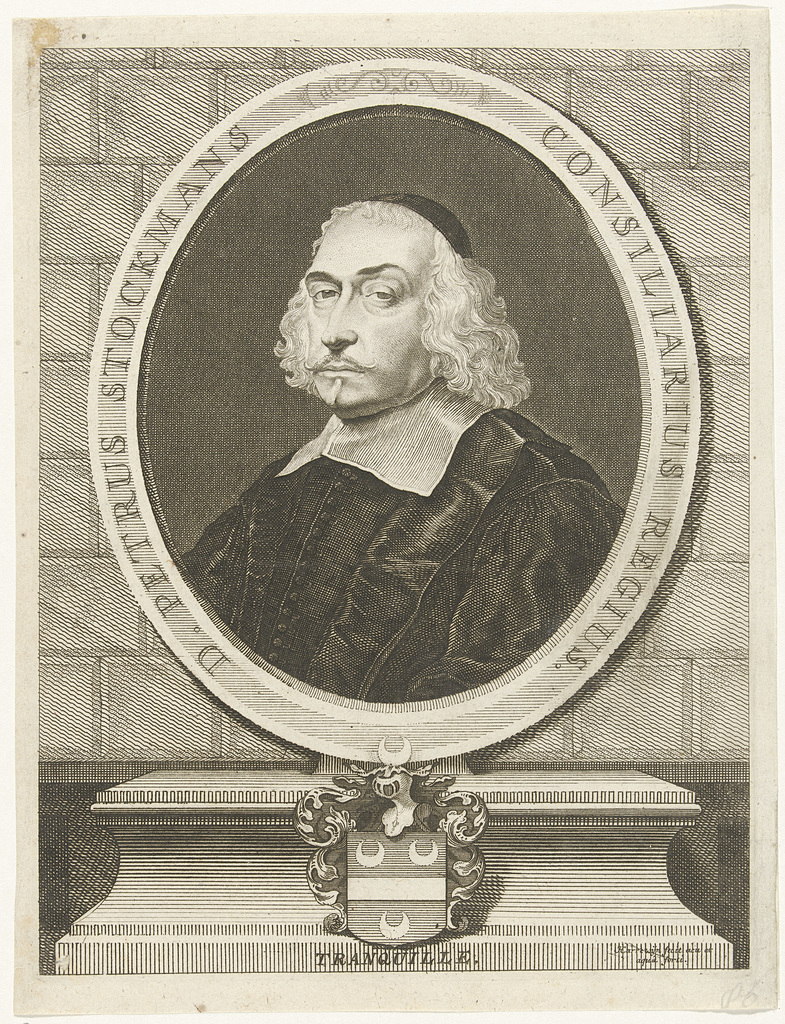
Petrus Stockmans, rector in 1633 en 1638.

Chronologische lijst van rectores magnifici van de Universiteit Leuven (1425-1797)
Van 1426 tot 1445 de rector was voor een trimester genoemd, vanaf 1446 tot 1797 waren de rectores twee keer per jaar per semester genoemd.

## Vijftiende eeuw
1. 1426 : Wilhelmus Nepotis, artium magister en baccalaureus in het kerkelijk recht.
Hier begint de reeks van de trimestriele rectores
2. 1427. Joannes a Groesbeck, legum doctor, I.
3. 1427: Joannes de Neele, medicinae doctor, I.
4. 1427: Gerardus de Bruyn, decr. bacc., decanus S. Petri.
5. 1428: Radulphus de Beringhen, decr, lic, I.
6. 1428: Daniel de Blochem, baccal. legum.
7. 1428: Henricus Custodis, ab Oosterwyck, med. doc., I.
8. 1428: Joannes de Hasselt, fuit primus Ethicus.
9. 1429. Nicolaus de Prumea, J. U. doctor, I.
10. 1429: Henricus de Piro, legum doctor. Obiit Carthusianus.
11. 1429: Henricus Custodis, II.
12. 1429: Joannes Rodolphi, alias Flamingi, J. U. bacc., I.
13. 1430: Henricus de Mera, decr. doctor, decanus S. Petri. I.
14. 1430: Joannes de Susantlegier, legum licentiatus.
15. 1430: Joannes de Wesalia, medicinae doctor, I.
16. 1430: Petrus de Renesse, artium mag.
17. 1431: Nicolaus de Prumea, II.
18. 1431: Henricus Retheri, dictus Yserenhooft, legum doctor.
19. 1431: Joannes de Neele, II.
20. 1431: Joannes de Voerda, decretorum licentiatus.
21. 1432: Arnoldus de Reysenaelde, decretorum doctor, I.
22. 1432: Joannes Lichton, de Scotia, J. U. baccalaureus.
23. 1432: Joannes Stockelpot, Lovaniensis, med. lic, I.
24. 1432: Joannes Block.
25. 1433: Nicolaus Midy, sacrae theologiae doctor.
26. 1433: Arnoldus de Reysenaelde, II.
27. 1433: Joannes de Groesbeck, II.
28. 1433: Joannes de Wesalia, II.
29. 1434: Antonius Haneron, fundator collegii S. Donatiani.
30. 1434: Jacobus de Vinea, sacrae theologiae bacc.
31. 1434: Arnoldus de Reisenaelde, III.
32. 1434: Joannes Aurifabri, decretorum baccalaureus legum licentiatus. Obiit praeses Luxemburgensis.
33. 1435. Henricus Scatter, medicinae doctor, chorepiscopus.
34. 1435: Nicolaus Lamberti, de Valkenisse, I.
35. 1435: Heimericus de Campo, sacrae theologiae professor, I.
36. 1435: Ludovicus de Garsiis, J. U. doctor, clericus camerae apostolicae.
37. 1436: Joannes Guilbaut, legum baccalaureus, archidiaconus Ostrovandiae.
38. 1436: Sebertus de Neele, medicinae doctor.
39. 1436: Joannes de Stembier, Leodiensis, baccalaureus legum, lic. decretor.
40. 1436: Andreas Horenbort, de Capella, bacc. dec. et theol. bacc. form.
41. 1437: Henricus de Mera, decanus, II.
42. 1437: Joannes de Gronsselt, legum doctor, I.
43. 1437: Joannes de Neele, III.
44. 1437: Henricus de Loe, Sanctae Theologiae baccalaureus. Moritur Carthusianus.
45. 1438: Heimericus de Campo, II.
46. 1438: Ludovicus de Garsiis, II.
47. 1438: Joannes de Gronsselt, II.
48. 1438: Joannes de Wesalia, III.
49. 1439: Hermannus Brant, in decretis baccalaureus.
50. 1439: Heimericus de Campo, III.
51. 1439: Wilhelmus Bont, Lovaniensis, J. U. doctor.
52. 1439: Antonius Laecman, Zonnius, leg. doc., decretorum licentiatus.
53. 1440: Nicolaus Lamberti, de Valkenisse, medicinae doctor, II.
54. 1440: Wilhelmus de Eechaute, artium mag.
55. 1440: Henricus de Dunghen, S. Th. bacc. formatus.
56. 1440: Joannes de Reysen, dec. doctor. Abeunti Heidelbergam succedit
57. 1440: Joannes Rodolphus, lic. in decretis, II.
58. 1441: Joannes Rym, legum licentiatus, decretorum baccalaureus.
59. 1441: Joannes Sucquet, medicinae licent., I.
60. 1441: Godefridus de Gomple, primus regens et fundator Castri.
61. 1441: Andreas Horenbort, de Capella, S. Th. prof., II.
62. 1442: Conradus de Mera, J. U. doctor, miles in armis, II.
63. 1442: Joannes de Gronsselt, III.
64. 1442: Adamus Bogaert, de Dordraco, med. doctor, I.
65. 1442: Joannes Widoe, de Herck, primus fundator Porci.
66. 1443: Heimericus de Campo, IV.
67. 1443: Wilhelmus Bont, decanus et cancellarius, II.
68. 1443: Generosus D. Dionysius de Montmorency, legum licentiatus.
69. 1443: Joannes Stockelpot, med. doct., pastor S. Jacobi.
70. 1444: Georgius Bourgensis, de Cameraco, legum lic.
71. 1444: Joannes Varenacker, S. Th. prof., plebanus S. Petri.
72. 1444: Conradus de Mera, II, dominus de Grasen, de statibus Brabantiac.
73. 1444: Gerlachus Bont, Lovaniensis, legum doctor, I.
74. 1445: Ludovicus de Vettere, de Diest, med. doctor.
75. 1445: Andreas Colin, de Furnis, decretorum licentiatus.
76. 1445: Andreas Horenbort, de Capella, III. 
Hier begint de reeks der semestriele rectores die tweemaal per jaar verkozen zijn en die gedurende één semester hun ambt uitoefenen.
77. 1446: Radulphus de Beringen, decretorum doctor, II.
78. 1446: Joannes de Gronsselt, IV.
79. 1447: Joannes Sucquet, med. doctor, II.
80. 1447: Carolus Viruli, I, primus regens et fundator Lilii.
81. 1448: Heimericus de Campo. V.
82. 1448: Wilhelmus Bont, III.
83. 1449: Gerlacus Bont, II.
84. 1449: Adamus Bogaert, H.
85. 1450: Gerardus Sprunck, de Harlem, S. Th. bacc. formatus.
86. 1450: Joannes Varenacker, II.
87. 1451: Radulphus de Beringhen, III.
88. 1451: Antonius Laecman, II.
89. 1452: Joannes Stockelpot, III.
90. 1452: Henricus de Ghestel, S. Th. bacc. formatus. Obiit decanus Mechlin.
91. 1453: Heimericus de Campo, VI.
92. 1453: Balduinus Henrici, de Zierixzce, decretorum doctor, I.
93. 1454: Joannes de Gronsselt, V.
94. 1454: Adamus Bogaert, III.
95. 1455: Leonardus Kriecke, de Bruxella, S. Th. baccalaureus.
96. 1455: Joannes Ruysche, Mechliniensis, S. Th. professor.
97. 1456: Joannes de Lizura, decretorum doctor, praepositus Moguntinus.
98. 1456: Joannes de Gronsselt, VI.
99. 1457: Joannes Spierinck, medicinae doctor, physicus ducis, I.
100. 1457: Petrus de Rivo, S. Th. bacc. formatus, I.
101. 1458. Egidius Bailloeul, S. Th. professor.
102. 1458: Balduinus de Zierixzce, II.
103. 1459: Gerlachus Bont, III.
104. 1459: Adamus Bogaert, IV.
105. 1460: Joannes de Cloetinghen, S. Th. licent.
106. 1460: Joannes Varenacker, III.
107. 1461: Balduinus Henrici, de Zierixzee, III.
108. 1461: Joannes de Papenhoven, legum lic, I.
109. 1462: Joannes Spierinck, II.
110. 1462: Joannes de Wellis, med. bacc., I.
111. 1463. Henricus de Zoemeren, S. Th. prof.
112. 1463: Robertus de Lacu, J. U. doctor, I. Fundavit collegium S. Ivonis Cognomento Peymam.
113. 1464. Joannes de Gronsselt, VII.
114. 1464: Adamus Bogaert, V.
115. 1465. Carolus Viruli, II.
116. 1465: Egidius Bailloeul, II.
117. 1466. Petrus Boet, decretorum licentiatus.
118. 1466: Joannes de Papenhoven, legum doctor, II.
119. 1467: Joannes de Wellis, med. doctor II
120. 1467: Reinerus Rotarius, de Leodio.
121. 1468: Jasper van Kinschot, de Turnhout, S. Th. bacc. formatus.
122. 1468: Wilhelmus Arnoldi, de Delft, J. U. doctor, I.
123. 1469: Nicolaus Blyen, legum doctor, I.
124. 1469: Adamus Bogaert, VI.
125. 1470. Nicolaus de Mera, Trajectensis, regens Porci, I.
126. 1470: Joannes Varenacker, IV.
127. 1471: Robertus de Lacu, II.
128. 1471: Gerlacus Bont, IV.
129. 1472: Joannes de Wellis, HI.
130. 1472: Henricus Stoep, legum baccalaureus.
131. 1473: Egidius Bailloeul, HI.
132. 1473: Joannes de Thimo, Lovaniensis, dec. lic, post doctor et decanus.
133. 1474: Nicolaus Kant, legum lie.
134. 1474: Adamus Bogaert, VII.
135. 1475: Nicolaus Pannetier, de Binchio, J. U. bacc., I.
136. 1475: Nicolaus Hellis, S. Th. professor, I.
137. 1476. Robertus de Lacu, III.
138. 1476: Nicolaus Blyen, II.
139. 1477: Petrus de Rivo, S. Th. professor, II.
140. 1477: Lottinus Viruli.
141. 1478: Petrus de Rivo, III.
142. 1478: Theodoricus de Viridi Valle, decretorum licentiatus, I.
143. 1479: Joannes vander Neele, legum lic.
144. 1479: Joannes Spierinck, III.
145. 1480: Nicolaus de Mera, II.
146. 1480: Nicolaus Hellis, de Duynkercke, II.
147. 1481: Hugo de Hove, J. U. lic.
148. 1481: Arnoldus Wiemerssche, de Aldenardo, J. U. doctor.
149. 1482: Joannes Moeselaer, S. Th. bacc. Nicolaus Viruli.
150. 1483: Joannes Moederloes, S. Th. prof., I.
151. 1483: Wilhelmus Arnoldi de Delft, II.
152. 1484: Ludovicus Roelants, J. U. doctor.
153. 1484: Joannes Inchy, alias de Vallibus, med. doctor, I.
154. 1485: Hugo de Nova Ecclesia, S. Th. bacc. formatus.
155. 1485: Joannes Bourgeois, a Montibus, S. Th. prof., I. Obiit episc. Cyrenensis.
156. 1486: Joannes Noyens, de Turnhoul, J. U. doctor.
157. 1486: Joannes Gousseti, Burgundus, J. U. doctor. Obiit decanus Morinorum.
158. 1487: Gaspar Ægidii, de Leodio, med. doctor, I.
159. 1487: Balduinus Wilhelmi, de Delft, S. Th. bacc. formatus.
160. 1488: Nicolaus Hellis, III.
161. 1488: Conradus de Sarto, decr. lic.
162. 1489: Petrus de Thenis, Lovaniensis, J. U. doctor.
163. 1489: Joannes Inchy, II.
164. 1490: Nicolaus de Mera, HL
165. 1490: Joannes Bourgeois, II.
166. 1491: Henricus Deulin, de Minori Villa, decr. doctor.
167. 1491: Simon de la Valle, Montferratensis, J. U. doctor.
168. 1492: Gaspar Egidii, de Leodio, II.
169. 1492: Nicolaus Pannetier, II.
170. 1493:  Adriaan Florenszoon Boeyens (Adrianus Florentii), de Trajecto, S. Th. prof., I, postea Pontifex.
171. 1493: Joannes Godefridi, de Scondee, alias de Wemelinghen, J. U. doctor, I.
172. 1494. Florentius Oom, de Wyngaerde, Haejensis, J. 1). doctor.
173. 1494: Gaspar Egidii, de Leodio, III.
174. 1495: Gualterus de Beka, decr. licentiatus, I.
175. 1495: Nicolaus Hellis, IV.
176. 1496. Petrus Lapostole, J. U. doctor, I.
177. 1496: Petrus de Thenis, II.
178. 1497: Gaspar Aegidii, IV.
179. 1497: Gislenus Lodyck, de Poperingis.
180. 1498: Joannes Moederloes, II.
181. 1498: Theodoricus de Viridi Valle, dec. doctor, II.
182. 1499: Gabriel de Mera, Bredanus, J. U. doctor, 1.
183. 1499: Leo Outers, de Hondischota, I. Obiit cancellarius Leodiensis.
184. 1500: Wilhelmus Joannis Lamberti, de Vianen, S. Th. bacc. formatus, I.
185. 1500: Adriaan Florenszoon Boeyens (Adrianus Florentii) (tweede keer: zie 1493)

## Zestiende eeuw
1. 1501: Petrus Lapostole, II.
2. 1501: Gualterus de Beka, J. U. doctor, II.
3. 1502: Jacobus Bogaert. Valencenensis, med. doctor. I.
4. 1502: Leo Outers, decret, licentiatus, II.
5. 1503: Joannes Bourgeois, III.
6. 1503: Joannes de Wemelinghen, II.
7. 1504: Nicolaas Everaerts, vader van de beroemde erotische en elegische dichter Janus Secundus
8. 1504: Jacobus Bogaert, II.
9. 1505: Theodoricus Thomae, de Amstelredamis.
10. 1505: Joannes Briaert, ab Ath, S. Th. prof., I.
11. 1506: Dionysius Vischaven, Mechliniensis, decr, doctor. I.
12. 1506: Gabriel de Mera, II.
13. 1507: Jacobus Bogaert, III.
14. 1507: Joannes Nicolai de Palude, Lovaniensis, dec. lic , I.
15. 1508: Wilhelmus de Vianen, S. Th. prof., II.
16. 1508: Petrus de Thenis, III.
17. 1509: Gualterus de Beka, III.
18. 1509: Jacobus Bogaert, IV.
19. 1510: Antonius Wilhelmi, de Poortvliet, S. Th. bacc. formatus.
20. 1510: Joannes Briaert, II.
21. 1511: Dionysius Vischaven, II.
22. 1511: Petrus Zelle, de Herenthals, legum doctor, dec. bacc., 1.
23. 1512: Jacobus Bogaert, V.
24. 1512: Nicolas Coppin
25. 1513: Lucas Gualteri de Conitio, S. Th. prof.
26. 1513: Joannes Nicolai de Palude, decr, doctor, II.
27. 1514: Gabriel de Mera, I?.
28. 1514: Joannes Calaber, Lovaniensis, med. doctor, I.
29. 1515. Joannes Nevius, de Hondischota, S. Th. bacc.
30. 1515: Antonius Crabbe, Mechliniensis, S. Th. prof.
31. 1516: Dionysius Vischaven, III.
32. 1516: Petrus Zelle, II.
33. 1517: Joannes Calaber, II.
34. 1517: Cornelius de Werdt, S. Th. lic.
35. 1518: Johannes Driedo, de Turnhout, S. Th. prof., I.
36. 1518: Cornelius de Meldert, Bruxellensis, decr, doctor.
37. 1519: Joannes Stephani, de Nivella, legum doctor, antea pensionarius.
38. 1519: Joannes Calaber, III.
39. 1520: Nicolas Coppin
40. 1520: Godescalcus Rosemondt, ab Eyndhovia, S. Th. prof.
41. 1521: Judocus Vroye, de Gavere, J. U. doctor, I.
42. 1521: Ludovicus de Schore, Lovaniensis, J. U. doct. Obiit praeses Bruxell.
43. 1522: Aegidius de Pape, Lovaniensis, med. doct.
44. 1522: Matthaeus Theodorici, de Dordraco, S. Th. Lic. .
45. 1523: Martinus Dorpius, vriend van Erasmus en verdediger van Luther; schreef een apologetische brief voor de Lof der Sotheyd van Erasmus
46. 1528: Nicolas Coppin
47. 1531: Michel Drieux of Driutius, inquisiteur in Luik en stichter van het Driutiuscollege
48. 1534: Michel Drieux
49. 1535: Johannes Driedo
50. 1538: Michel Drieux
51. 1543: Franciscus Sonnius
52. 1553: Michel de Bay, vooral bekend als grondlegger van het baianisme, een visie die aan de grondslag ligt van het jansenisme
53. 1580: Jacques de Bay, stichter van het Baiuscollege voor theologiestudenten
54. 1581: Henricus Cuyckius
55. 1583: Petrus Gudelinus
56. 1589: Petrus Gudelinus
57. 1598: Jacques de Bay (tweede keer, zie: 1580)
58. 1598: Petrus Vermy, Ultrajcctinus, J. V. doct., I.
59. 1599: Gerardus Corselius, J. U. doct., II.
60. 1599: Thomas Fienus, med. doct., II.
61. 1600: Petrus a Fine, Liropius, S. Th. lic. , III.
62. 1600: Samuel Loyaerts, Attenhovius, S. Th. doct.

## Zeventiende eeuw
1. 1601: Stephanus Weyms, a Voerda, J. U. doct. et prof.
2. 1633: Petrus Stockmans (Antwerpen, 1608 – Brussel, 1671), Latijnse schrijver, hellenist en jurist, docent Grieks en rechten, vertegenwoordiger van de jansenistische stroming
3. 1636: Petrus Stockmans (zie: 1633)
4. 1638: Cornelius Jansenius, stichter van het jansenisme (1638: Cornelius Jansenius, Leerdamensis, S. Th. doct. et prof, regius, I.)
5. 1644-1649: Valerius Andreas
6. 1649: Vopiscus Fortunatus Plempius (Foppe Plemp), uit Amsterdam, doctor in de geneeskunde, vriend van René Descartes met wie hij correspondeerde
7. 1650. Balduinus Feuts, I.V.L.
8. 1650. Sebastianus Stockmans
9. 1650: van Werm
10. 1651: Henricus de Haulthomme, I.V.L.
11. 1651: Martinus Bredael, I.V.L.
12. 1652: Petrus Dorlix, doctor in de geneeskunde
13. 1652: Melchior de Cuypere, licenciaat in de theologie
14. 1653: Franciscus van Viane, doctor in de theologie
15. 1653: François de Baillencourt, I.V.D.
16. 1654: Henricus Loyens, I.V.D.
17. 1654: Joannes Recht, doctor in de theologie
18. 1655: Iacobus Sclessin, licenciaat in de theologie
19. 1655: Theodorus Sylvortius, doctor in de theologie
20. 1656: François de Baillencourt, doctor in beide rechten
21. 1656: Henricus vanden Creeft, doctor in beide rechten
22. 1657: Franciscus van Viane, doctor in de theologie (tweede keer, zie: 1653
23. 1657: Nicolaus Meys, kanunnik in Luik
24. 1658: Iacobus Pontanus, doctor in de theologie
25. 1658: Henricus Loyens, doctor in beide rechten (rector voor de vierde keer: zie: 1654 )
26. 1659. Martinus Bredael, licenciaat in beide rechten (rector voor de tweede keer, zie: 1651)
27. 1659: Ioannes Cansmans, doctor in de geneeskunde
28. 1660: Nicolaus Meys, licenciaat in beide rechten
29. 1660: Joannes Sinnich, doctor in de theologie (rector tweede keer, zie: )
30. 1661: Hugo Brady, doctor in beide rechten
31. 1661: Thomas Stapleton, doctor in beide rechten
32. 1662: Andreas Laurent, doctor in de theologie
33. 1662 (eind aug.): Nicolaus Meys, licenciaat in beide rechten
34. 1663 (eind feb.): Simon Servatii, doctor in de theologie
35. 1663 (eind aug.): Hugo Brady, doctor in beide rechten (tweede keer rector, zie: 1661 (eind feb.)
36. 1664 (eind feb.): Hilarius van Werm, doctor in beide rechten
37. 1664 (eind aug.): Thomas Stapleton, doctor in beide rechten (tweede keer, zie: eind aug. 1661)
38. 1665 (eind feb.): Willem Sarens, regent van het Paedagogium Porci
39. 1665 (eind aug.): Hendrik Scaille, doctor in de theologie
40. 1666 (eind feb.): Natalis Chamart, doctor in beide rechten
41. 1666 (eind aug.): Joannes Guilielmus Blansche, doctor in beide rechten
42. 1667 (eind feb.): Simon Servatii, doctor in beide rechten, voorzitter van het Luikse seminarie, postulatus van de Faculteit geneeskunde (tweede keer, zie: 1663, eind feb.)
43. 1667 (eind aug.): Nicolaus Meys, uit Maastricht, licentiaat in beide rechten
44. 1668 (eind aug.): Thomas Stapleton, uit Cashel in Ierland, doctor in beide rechten
45. 1669 (eind feb.): Hilarius van Werm, uit Maastricht, doctor in beide rechten
46. 1669 (eind aug.): Philippus van Beringhen, uit Brussel, licentiaat in de godgeleerdheid
47. 1670 (eind feb.): zijn mandaat werd verlengd
48. 1670 (eind aug.): Lambertus Vincent, uit Grez, doctor in de godgeleerdheid
49. 1671 (eind feb.): Bartholomeus de Pape, uit Tourinnes-St-Lambert, licentiaat in beide rechten.
50. 1671 (eind aug.): Joannes Guilielmus Blanche, doctor in de beide rechten
51. 1672 (eind feb.): Thomas Stapleton, doctor in beide rechten
52. 1672 (eind aug.): Jacobus de Crits, uit Brugge, regent van de pedagogie De Lelie
53. 1673 (eind feb.): Gerardus van Werm, doctor in de godgeleerdheid
54. 1673 (eind aug.): Bartholomeus de Pape, licentiaat in de beide rechten
55. 1674 (eind feb.): Joannes Guilielmus Blanche, doctor in de beide rechten
56. 1674 (eind aug.): Adrianus Wolffs, licentiaat in de geneeskunde en de anatomie
57. 1675 (eind feb.): Joannes Daniels, regent van de pedagogie Het Varken
58. 1675 (eind aug.): Henricus Scaille, uit Dinant, doctor in de godgeleerdheid
59. 1679: Petrus Govarts, apostolisch vicaris van 's-Hertogenbosch
60. 1684: Petrus Govarts, apostolisch vicaris van 's-Hertogenbosch
61. 1686: Petrus Govarts, apostolisch vicaris van 's-Hertogenbosch
62. 1688: Martinus Steyaert, apostolisch vicaris van 's-Hertogenbosch
63. 1692: Laurent Peeters (Leuven, 21 maart 1641 - 6 sept. 1718), professor anatomie (prosector)

## Achttiende eeuw
1. 1701: Praen. et cons. D. Crabeels, praeses collegii Sabaudici, VI.
2. 1701: Praen. et cons. D. Crabeels, praeses collegii Sabaudici, VI.
3. 1719: Henri-Joseph Rega
4. 1722: Henri-Joseph Rega
5. 1727: Arnoldus Josephus van Buggenhoudt doctor, ende professor in beijde de rechten
6. 1745: Jan Robert Caïmo
7. 1746: Laurens Jozef Lelivelt
8. 1747: Laurens Jozef Lelivelt
9. 1750: Laurens Jozef Lelivelt
10. 1753: Jan Robert Caïmo
11. 1762: Christiaan Frans Terswaek
12. 1765: Christiaan Frans Terswaek
13. 1778: Jan Frans van de Velde, S. Th. doctor et praeses collegii Hollandici
14. 1780: Henricus Clavers, S. Th. B. F., regens paedagogii Porci, I.
15. 1780: Petrus Jacobus Marant, S. Th. doct., collegii Viglii praeses, I.
16. 1781: Joannes Henricus Willebrordus Collignon, J. U. doct., II.
17. 1781: Michael Josephus van Gobbelschroy, J. U. doctor et professor, I.
18. 1782: Josephus Franciscus Engelbertus Werbrouck, S. Th. doct.,
19. 1782: Franciscus Jacobus Vermeersch, S. Th. et SS. canonum lic, regens Lilii. Ex facultate artium, I.
20. 1783: Joannes Hubertus Josephus Leemput, S. Th. doct., praeses collegii Alticollensis, I.
21. 1783: Idem Joannes Hubertus Josephus Leemput, pro Facultate juris canonici, II.
22. 1784: Georgius Jacobus Josephus Mayence, S. Th.doct., ad D. Petrum canonicus et profes. catecheseos, collegii Malderi praeses. Pro Facultate juris civilis, I.
23. 1784: Jan Willem van Leempoel, medicinae doctor, et francomurarius, I.
24. 1785: Jan Willem van Leempoel, francomurarius pro Facultate artium, II.
25. 1785: Petrus Wuyts, S. Th. doct. et prof, ordin., praeses collegii de Standonck, III.
26. 1786: Emmanuel Lints, J. U. lic, praeses collegii Baccalaureorum, II.
27. 1786: Charles Lambrechts, J. U. doctor, francomurarius. Ex parte Facultatis juris civilis,
28. 1787: Charles Lambrechts, J. U. doctor, francomurarius, electus in rectorem pro turno Facultatis medicae, 28 febr., ci.
29. 1788. M. le recteur Clavers est mandé à Bruxelles. Il s'y rend le 19 février 1788. La Cour établit par décret du même jour, par provision et jusqu'à autre disposition, recteur de l'Université le docteur en médecine Jan Willem van Leempoel.
30. 1788: Henricus Clavers electus ab Universitate sed non a gubernio>
31. 1790. Thomas Lambertus Ghenne, S. Th. doctor regens, collegii Adriani VI pont, praeses, elcctus e Facultate theologica. 27 feb.
32. 1790: Nicolaus Deodatus Fortune, praeses collegii de Standonck, pro restanti semestris Facultatis theologicae.
33. 1790: Emmanuel Lints, J. U. lic. et prof, ordin. juris civ., praeses collegii Baccalaureorum. Pro juris canonici Fac 51 aug.
34. 1790: Idem Emmanuel Lints, continuatus. Novemb.
35. 1791: Servatius Verbeck, J. U. lic. et prof, ord. juris civilis. Pro Fac. juris civilis. Febr.
36. 1791: Idem Servatius Verbeck, continuatus. Maii.
37. 1791: Willem Walric van Leempoel, S. Th. B. F., phil. prof, in paedegogio Porci et praeses collegii Hollandici. Pro Fac. med. 31 aug.
38. 1791: Willem Walric van Leempoel, continuatus. Novemb.
39. 1792: Antonius Simons, Bredanus, S. Th. B. F., regens Porci. Febr.
40. 1792: Idem Antonius Simons, continuatus pro Facultate artium. Maii.
41. 1792: Idem Antonius Simons, continuatus seu reelectus. Aug.
42. 1792: Petrus Franciscus van Audenrode, S. Theologiae et J. U. licentiatus collegii Minoris S. Spiritus praeses. Nov.
43. 1793: Idem Petrus Franciscus van Audenrode, reelectus seu continuatus. Febr.
44. 1793: Petrus Josephus van Gobbelschroy, Lovaniensis, S. Th. licentiatus, cathedralis Tornacensis canonicus, regens Lilii. Maii.
45. 1793: Idem Petrus Josephus van Gobbelschroy, reelectus seu continuatus. Aug.
46. 1793: Idem Petrus Josephus van Gobbelschroy, continuatus. Novemb.
47. 1794: Nicolaus Deodatus Fortune , praeses collegii de Standonck. Febr. Invasio Gallicae Nationis.
48. 1794: Idem Nicolaus Deodatus Fortune, reelectus.
49. 1795: Idem Nicolaus Deodatus Fortune, reelectus.
50. 1795: Philippus Engelbertus van Billoen, J. U. doct., prof, ad jus canonicum, 2°dae fundationis canonicus.
51. 1796: Idem Philippus Engelbertus van Billoen, reelectus.
52. 1796: Idem Philippus Engelbertus van Billoen, reelectus.
53. 1797: Petrus-Theodorus Verhaegen, ex Haecht, Sacrae Theologiae licentiatus, regens paedagogii Castri.
54. 1797: Joannes Josephus Havelange, ex Dieupart, Luxemburgus, theologiae professor Ordinarius, ad S. Petrum Lovanii canonicus, collegii Vigliani praeses.